# Liste der Kulturdenkmäler in Linsengericht (Hessen)
Die folgende Liste enthält die in der Denkmaltopographie ausgewiesenen Kulturdenkmäler auf dem Gebiet  der Gemeinde Linsengericht, Main-Kinzig-Kreis, Hessen.
Hinweis: Die Reihenfolge der Denkmäler in dieser Liste orientiert sich zunächst an Ortsteilen und anschließend der Anschrift, alternativ ist sie auch nach der Bezeichnung, der vom Landesamt für Denkmalpflege vergebenen Nummer oder der Bauzeit sortierbar.
Kulturdenkmäler werden fortlaufend im Denkmalverzeichnis des Landes Hessen durch das Landesamt für Denkmalpflege Hessen auf Basis des Hessischen Denkmalschutzgesetzes (HDSchG) geführt. Die Schutzwürdigkeit eines Kulturdenkmals hängt nicht von der Eintragung in das Denkmalverzeichnis des Landes Hessen oder der Veröffentlichung in der Denkmaltopographie ab.

Das Vorhandensein oder Fehlen eines Objekts in dieser Liste ist keine rechtsverbindliche Auskunft darüber, ob es Kulturdenkmal ist oder nicht: Diese Liste entspricht möglicherweise nicht dem aktuellen Stand der offiziellen Denkmaltopographie. Diese ist für Hessen in den entsprechenden Bänden der Denkmaltopographie Bundesrepublik Deutschland und im Internet unter DenkXweb – Kulturdenkmäler in Hessen einsehbar. Auch diese Quellen sind, obwohl sie durch das Landesamt für Denkmalpflege Hessen aktualisiert werden, nicht immer aktuell, da es im Denkmalbestand immer wieder Änderungen gibt.
Eine verbindliche Auskunft erteilt allein das Landesamt für Denkmalpflege Hessen.
Nutze diese Kartenansicht, um Koordinaten in der Liste zu setzen. In dieser Kartenansicht sind Kulturdenkmale ohne Koordinaten mit einem roten bzw. orangen Marker dargestellt und können in der Karte gesetzt werden. Kulturdenkmale ohne Bild sind mit einem blauen bzw. roten Marker gekennzeichnet, Kulturdenkmale mit Bild mit einem grünen bzw. orangen Marker.

## Kulturdenkmäler nach Ortsteilen

### Altenhaßlau
| Bild                                          | Bezeichnung                                            | Lage | Beschreibung                                                             | Bauzeit         | Objekt-Nr. |
| --------------------------------------------- | ------------------------------------------------------ | --- | ------------------------------------------------------------------------ | --------------- | ---------- |
| Bild gesucht BW                               | Gesamtanlage Alter Ortskern                            | Amtshofstraße; Eidengesäßer Straße; Hauptstraße; Hofstraße; Metzgerstraße; Friedrich-Wilhelm-Raiffeisen-Straße; Schulstraße; Bachbett des Hasselbachs Lage |                                                                          |                 | 129040 DDB |
| Bild gesucht BW                               | Friedhof, Grablege der Familie Buderus von Carlshausen | Am Heidenstock, Am Steines (Ecke Gelnhauser Straße und Hauptstraße) LageFlur: 15, Flurstück: 4, 5, 7/196, 7/197                                            |                                                                          | 19. Jahrhundert | 129046 DDB |
| Ehemaliger Hanauischer Amtshof, heute Rathaus | Ehemaliger Hanauischer Amtshof, heute Rathaus          | Amtshofstraße 1 LageFlur: 17, Flurstück: 79/4 |                                                                          | 16. Jahrhundert | 127775 DDB |
| Bild gesucht BW                               |                                                        | Amtshofstraße 5 LageFlur: 17, Flurstück: 85/7 |                                                                          | 18. Jahrhundert | 129041 DDB |
| Bild gesucht BW                               |                                                        | Amtshofstraße 9 LageFlur: 17, Flurstück: 88/3 |                                                                          | 18. Jahrhundert | 129042 DDB |
| Bild gesucht BW                               | Gefallenendenkmal                                      | Eidengesäßer Straße/Schützenrain LageFlur: 7, Flurstück: 94/13                                                                                             |                                                                          | 1928            | 129045 DDB |
| Bild gesucht BW                               | „Großer Garten“                                        | Eidengesäßer Straße 1, Große Garten, Eidengesäßer Straße 3 LageFlur: 4, Flurstück: 34/10, 34/11, 34/4, 34/8                                                |                                                                          | 1806            | 129058 DDB |
| Bild gesucht BW                               |                                                        | Eidengesäßer Straße 5 LageFlur: 17, Flurstück: 28/1 |                                                                          | Um 1800         | 129043 DDB |
| Bild gesucht BW                               |                                                        | Eidengesäßer Straße 7 LageFlur: 17, Flurstück: 27/1 |                                                                          | 19. Jahrhundert | 129044 DDB |
| Bild gesucht BW                               |                                                        | Florianstraße 1 LageFlur: 18, Flurstück: 348/1 |                                                                          | 19. Jahrhundert | 129064 DDB |
| Bild gesucht BW                               |                                                        | Florianstraße 2 LageFlur: 17, Flurstück: 46/2 |                                                                          | 18. Jahrhundert | 129061 DDB |
| Bild gesucht BW                               |                                                        | Florianstraße 4 LageFlur: 18, Flurstück: 330 |                                                                          | 17. Jahrhundert | 129062 DDB |
|                                               |                                                        | Florianstraße 6 LageFlur: 18, Flurstück: 335/2 | Altes Schulgebäude                                                       | 1889/90         | 129063 DDB |
| Bild gesucht BW                               |                                                        | Friedrich-Wilhelm-Raiffeisen-Straße 8 LageFlur: 18, Flurstück: 317/2                                                                                       |                                                                          | 1780            | 127776 DDB |
| Bild gesucht BW                               |                                                        | Friedrich-Wilhelm-Raiffeisen-Straße 11 LageFlur: 18, Flurstück: 308/3                                                                                      |                                                                          | 19. Jahrhundert | 129060 DDB |
| Bild gesucht BW                               |                                                        | Gelnhäuser Straße 1 LageFlur: 19, Flurstück: 76/21 |                                                                          | 1904            | 127777 DDB |
| Bild gesucht BW                               | Ehemaliger Gutshof „Hasselhof“                         | Hasselhofstraße 7 LageFlur: 4, Flurstück: 302 |                                                                          | 1894 bis 1897   | 129047 DDB |
| Bild gesucht BW                               | Trafostation                                           | Hauptstraße (Ecke Mühlenstraße) LageFlur: 19, Flurstück: 1/14                                                                                              | Ehemaliger Trafoturm von 1926                                            | 1926            | 129055 DDB |
| Bild gesucht BW                               |                                                        | Hauptstraße 2 LageFlur: 17, Flurstück: 33/4 |                                                                          | Um 1800         | 127778 DDB |
| Bild gesucht BW                               | Evangelisches Pfarramt                                 | Hauptstraße 3 LageFlur: 17, Flurstück: 60/1 |                                                                          | 19. Jahrhundert | 129048 DDB |
| Bild gesucht BW                               |                                                        | Hauptstraße 11 LageFlur: 17, Flurstück: 71 |                                                                          | 18. Jahrhundert | 127779 DDB |
| Bild gesucht BW                               |                                                        | Hauptstraße 13 LageFlur: 17, Flurstück: 170/74 |                                                                          |                 | 127780 DDB |
| Ehemaliges Rathaus mit Schlauchturm           | Ehemaliges Rathaus mit Schlauchturm                    | Hauptstraße 14 LageFlur: 18, Flurstück: 351/2 |                                                                          | 1548            | 129050 DDB |
| Evangelische Wilhelmskirche                   | Evangelische Wilhelmskirche                            | Hauptstraße 16 LageFlur: 18, Flurstück: 350/2 |                                                                          | Um 1230         | 127781 DDB |
| Bild gesucht BW                               |                                                        | Hauptstraße 18 LageFlur: 18, Flurstück: 353/1 |                                                                          | Um 1700         | 127782 DDB |
| Bild gesucht BW                               | „Russenhaus“                                           | Hauptstraße 19 LageFlur: 17, Flurstück: 79/4 |                                                                          | 1890            | 129051 DDB |
| Bild gesucht BW                               |                                                        | Hauptstraße 20 LageFlur: 18, Flurstück: 440/355 |                                                                          | 17. Jahrhundert | 129052 DDB |
| Bild gesucht BW                               |                                                        | Hauptstraße 24 LageFlur: 18, Flurstück: 358/1 |                                                                          | Um 1800         | 127783 DDB |
| Bild gesucht BW                               |                                                        | Hauptstraße 25 LageFlur: 18, Flurstück: 374/5 |                                                                          | 18. Jahrhundert | 129053 DDB |
| Bild gesucht BW                               | Ehemaliger Hanauischer Hof                             | Hauptstraße 26, Friedrich-Wilhelm-Raiffeisen-Straße 1 LageFlur: 18, Flurstück: 296/2                                                                       |                                                                          | 16. Jahrhundert | 127784 DDB |
| Bild gesucht BW                               |                                                        | Hauptstraße 28 LageFlur: 18, Flurstück: 294/1 |                                                                          | 19. Jahrhundert | 127785 DDB |
| Bild gesucht BW                               | Ehemaliges Gasthaus „Zum Schwan“                       | Hauptstraße 29 LageFlur: 18, Flurstück: 402/1 |                                                                          | 1847            | 127786 DDB |
| weitere Bilder                                | Ehemalige lutherische Reinhardskirche                  | Hauptstraße 30 LageFlur: 18, Flurstück: 293/3 |                                                                          | 1724            | 127787 DDB |
| Bild gesucht BW                               | Ehemaliges Schwesternheim                              | Hauptstraße 32 LageFlur: 18, Flurstück: 293/3 | Ehemaliges Schwesternheim, heute Gemeindebüro                            | 1930            | 127788 DDB |
| Bild gesucht BW                               |                                                        | Hauptstraße 50 LageFlur: 19, Flurstück: 75/2 |                                                                          | Um 1900         | 129054 DDB |
| Bild gesucht BW                               | „Kleiner Garten“                                       | Hofstraße 2, Kastengarten, Bockegarten LageFlur: 18, Flurstück: 322/3, 322/4, 324/1, 327/1                                                                 |                                                                          |                 | 129057 DDB |
| Bild gesucht BW                               | Ehemaliges Rittergut von Carlshausen                   | Hofstraße 2, 3, 3a LageFlur: 18, Flurstück: 320/5, 324/1, 324/3                                                                                            | Ersterwähnung 1240. Das Baudatum bezieht sich auf das heutige Herrenhaus | 1850            | 127790 DDB |
| Bild gesucht BW                               |                                                        | Metzgerstraße 1/3 LageFlur: 18, Flurstück: 374/6, 379/2 |                                                                          | 19. Jahrhundert | 129059 DDB |
| Bild gesucht BW                               |                                                        | Metzgerstraße 2 LageFlur: 18, Flurstück: 400/7 |                                                                          | Um 1900         | 127789 DDB |
| Bild gesucht BW                               |                                                        | Stadtweg 2 LageFlur: 4, Flurstück: 1/2 |                                                                          | Um 1900         | 129065 DDB |
| Bild gesucht BW                               |                                                        | Stadtweg 8 LageFlur: 4, Flurstück: 6 |                                                                          | 20. Jahrhundert | 129066 DDB |

### Eidengesäß
| Bild            | Bezeichnung                               | Lage                                                                                   | Beschreibung | Bauzeit             | Objekt-Nr. |
| --------------- | ----------------------------------------- | -------------------------------------------------------------------------------------- | ------------ | ------------------- | ---------- |
| Bild gesucht BW | Kriegerdenkmal                            | An der Dorfwiese (Geislitzer Straße / Am Park) LageFlur: 9, Flurstück: 10/1            |              | 1870/71             | 128153 DDB |
| Bild gesucht BW | Backhaus                                  | Backhausstraße 1 LageFlur: 7, Flurstück: 16/4                                          |              | 1936                | 129067 DDB |
| Bild gesucht BW |                                           | Dorfstraße 10 (früher Hauptstraße 10) LageFlur: 8, Flurstück: 57/3                     |              | 18. Jahrhundert     | 128154 DDB |
| Bild gesucht BW |                                           | Dorfstraße 11 (früher Hauptstraße 11), Zeilstraße 3 LageFlur: 8, Flurstück: 18/7, 18/8 |              | 18. Jahrhundert     | 128155 DDB |
| Bild gesucht BW | Altes Rathaus mit Schule und Schlauchturm | Dorfstraße 24 (früher Hauptstraße 24) LageFlur: 7, Flurstück: 86/2                     |              | 1806                | 128156 DDB |
| Bild gesucht BW |                                           | Dorfstraße 27 (früher Hauptstraße 27) LageFlur: 7, Flurstück: 9/3                      |              | 1904                | 129072 DDB |
| Bild gesucht BW |                                           | Dorfstraße 32 (früher Hauptstraße 32) LageFlur: 7, Flurstück: 52/1                     |              | 1680                | 129073 DDB |
| Bild gesucht BW |                                           | Friedhofstraße 8 LageFlur: 4, Flurstück: 117/1                                         |              | Um 1900             | 129070 DDB |
| Bild gesucht BW | Wasserwerk Eidengesäß                     | Hunsel (Wasserwerkweg) LageFlur: 17, Flurstück: 14/2                                   | Brunnenhaus  | 1909                | 129078 DDB |
| Bild gesucht BW | Totenhalle auf dem Friedhof               | Im Hasenfloß (Friedhofstraße) LageFlur: 2, Flurstück: 51/1                             |              | 1949                | 129071 DDB |
| Bild gesucht BW |                                           | Karl-Glöckner-Straße 1, Dorfstraße 4 LageFlur: 8, Flurstück: 69/4, 70/6                |              | 17./18. Jahrhundert | 129074 DDB |
| Bild gesucht BW |                                           | Karl-Glöckner-Straße 2/4 LageFlur: 8, Flurstück: 92/3                                  |              | Um 1900             | 129075 DDB |
| weitere Bilder  | Evangelische Kirche                       | Kirchstraße 1 LageFlur: 7, Flurstück: 87/1                                             |              | Ab 1349             | 128157 DDB |
| Bild gesucht BW |                                           | Ringstraße 14 LageFlur: 4, Flurstück: 138                                              |              | 19. Jahrhundert     | 129077 DDB |
| Bild gesucht BW | Trafostation                              | Talstraße o. Nr. (früher Bergstraße) LageFlur: 6, Flurstück: 46/3                      | Trafoturm    | 1921                | 129069 DDB |
| Bild gesucht BW |                                           | Talstraße 3 (früher Bergstraße 3) LageFlur: 6, Flurstück: 317/6                        |              | 19. Jahrhundert     | 129068 DDB |
| Bild gesucht BW |                                           | Zum Löschteich 6 (früher Lagerhausstraße 6) LageFlur: 7, Flurstück: 1/7                |              | 19. Jahrhundert     | 129076 DDB |

### Geislitz
| Bild            | Bezeichnung         | Lage                                                                                            | Beschreibung                                   | Bauzeit         | Objekt-Nr. |
| --------------- | ------------------- | ----------------------------------------------------------------------------------------------- | ---------------------------------------------- | --------------- | ---------- |
| Bild gesucht BW |                     | Alte Hohle 12 LageFlur: 6, Flurstück: 93/4                                                      |                                                | 19. Jahrhundert | 128158 DDB |
| Bild gesucht BW |                     | Alte Hohle 13 LageFlur: 6, Flurstück: 61/2                                                      |                                                | 19. Jahrhundert | 129079 DDB |
| Bild gesucht BW | Trafostation        | Großenhäuser Straße o. Nr. LageFlur: 10, Flurstück: 123/36                                      | Transformatorenturm                            | 1921/22         | 129082 DDB |
| Bild gesucht BW | Evangelische Kirche | Großenhäuser Straße LageFlur: 10, Flurstück: 123/7                                              |                                                | 1955/56         | 129081 DDB |
| Bild gesucht BW | Hof Eich            | Großenhäuser Straße 17, Hof Eich LageFlur: 8, Flurstück: 165/87, 165/88, 166/86, 6/10, 6/11, 85 |                                                | 19. Jahrhundert | 128159 DDB |
| Bild gesucht BW | Alte Schule         | Hinterm Born 1 LageFlur: 10, Flurstück: 103/1                                                   | Ehemalige Schule, heute Kindergarten           | 1911            | 129083 DDB |
| Bild gesucht BW | Wasserwerk Geislitz | Kahlekopf (bei Wasserwerkstraße) LageFlur: 16, Flurstück: 47/1                                  | Wasserhochbehälter                             | 1913            | 129084 DDB |
| Bild gesucht BW |                     | Leimertshohle 3 LageFlur: 2, Flurstück: 62/4                                                    |                                                | Um 1900         | 129080 DDB |
| Bild gesucht BW | „Schweizerhaus“     | Wanderweg 1 LageFlur: 8, Flurstück: 23/4, 23/6                                                  | Sogenanntes Schweizerhaus mit kleinem Stallbau | 18. Jahrhundert | 128160 DDB |

### Großenhausen
| Bild            | Bezeichnung                  | Lage                                                                        | Beschreibung                      | Bauzeit         | Objekt-Nr. |
| --------------- | ---------------------------- | --------------------------------------------------------------------------- | --------------------------------- | --------------- | ---------- |
| Bild gesucht BW | Gesamtanlage Weiler Waldrode | Außerhalb Ortslage Lage                                                     |                                   | 1936/38         | 129085 DDB |
| Bild gesucht BW | Gefallenenehrenmal           | Am Sumpfigen Wege (bei Poststraße) LageFlur: 3, Flurstück: 47               | Gefallenenehrenmal und Sühnekreuz |                 | 129089 DDB |
| Bild gesucht BW | Brunnen                      | An der Birkenhainer Straße bei Nr. 14 LageFlur: 27, Flurstück: 17, 18       | Brunnen im Dorfanger              | 1938            | 129094 DDB |
| Bild gesucht BW |                              | Birkenhainer Straße 18 LageFlur: 27, Flurstück: 10                          |                                   | 1938            | 129091 DDB |
| Bild gesucht BW | Ehemalige Gaststätte         | Birkenhainer Straße 20 LageFlur: 27, Flurstück: 9                           |                                   | 1938            | 129092 DDB |
| Bild gesucht BW |                              | Birkenhainer Straße 23 LageFlur: 27, Flurstück: 7/1                         | Hofanlage                         | 1938            | 129093 DDB |
| Bild gesucht BW | Trafostation                 | Gartenstraße, Lützelhäuser Straße 10a LageFlur: 10, Flurstück: 117/25, 25/1 | Transformatorenturm               | 1921            | 129086 DDB |
| Bild gesucht BW |                              | Im Vorderdorf 9 LageFlur: 9, Flurstück: 56/1                                |                                   | 19. Jahrhundert | 129087 DDB |
| Bild gesucht BW | Forsthaus Lützel             | Lützel 1 (Außerhalb Ortslage) LageFlur: 21, Flurstück: 16/1                 |                                   | 20. Jahrhundert | 129090 DDB |
| Bild gesucht BW |                              | Poststraße 6 (früher Gelnhäuser Straße 6) LageFlur: 9, Flurstück: 71/2      |                                   | Um 1900         | 129088 DDB |
| Bild gesucht BW |                              | Schächtelburg 2 LageFlur: 10, Flurstück: 143/13                             |                                   | 19. Jahrhundert | 128161 DDB |

### Lützelhausen
| Bild            | Bezeichnung       | Lage                                                                                  | Beschreibung          | Bauzeit | Objekt-Nr. |
| --------------- | ----------------- | ------------------------------------------------------------------------------------- | --------------------- | ------- | ---------- |
| Bild gesucht BW | Gefallenendenkmal | Im Gründchen (bei Lützelhäuser Straße) (Auf dem Friedhof) LageFlur: 2, Flurstück: 1/1 |                       | 1931    | 129095 DDB |
| Bild gesucht BW |                   | Im Unterdorf 3 (früher Hauptstraße 3) LageFlur: 4, Flurstück: 171                     | Dreiseitige Hofanlage | Um 1900 | 129096 DDB |